# Ligyra chinnicki
Ligyra chinnicki är en tvåvingeart som beskrevs av Paramonov 1967. Ligyra chinnicki ingår i släktet Ligyra och familjen svävflugor. Inga underarter finns listade i Catalogue of Life.